# Carretera 1 (Australia)
La Carretera 1 de Australia (en inglés, Highway 1) es el nombre de una red de carreteras que bordean toda la costa del continente australiano, conectando a todas las capitales estatales en el mismo. Con una longitud aproximada de 14.500 kilómetros es la carretera nacional más larga del mundo, más larga incluso que la Carretera Transiberiana (más de 11.000 km) y la Carretera Transcanadiense (8.030 km). Es utilizada por más de un millón de personas al día.

## Historia
La Carretera 1 fue creada como parte del sistema de Numeración Nacional de Rutas adoptado en 1955.  La ruta fue compilada a partir de un sistema de caminos y senderos a nivel local y estatal. La carretera era y continúa siendo la única ruta en llegar a todos los estados australianos. Muchas de las otras rutas nacionales son tributarias de la Carretera 1.
Con la introducción del Sistema Nacional de Carreteras en 1974, la importancia de la Carretera 1 disminuyó, ya que grandes secciones de la misma no fueron incluidas en el nuevo sistema. En los años 1990, Victoria y Australia Meridional adoptaron un sistema de numeración alfanumérico para sus rutas, pero retuvieron el número 1 a lo largo de los tramos de la carretera en ambos estados, utilizando letras M, A o B para indicar el tipo de camino.

### Señalización de la ruta
Secciones de la Carretera 1 que eran parte del sistema federal de Carreteras Nacionales, que existió antes de programa de financiamiento Auslink, están demarcadas por señales de rutas de color verde y oro al costado del camino. Otras secciones están señalizadas por los letreros originales en blanco y negro de la Ruta Nacional 1, o por un código alfanumérico (M1, A1 o B1) en los estados que utilizan este sistema. En Sídney, la carretera siguió al Metroad 1, el cual estaba señalizado por un escudo hexagonal blanco y azul. En 2013, las designaciones de la Carretera 1 y el Metroad en Nueva Gales del Sur fueron reemplazados por las diversas secciones M1 y A1.

## Itinerario

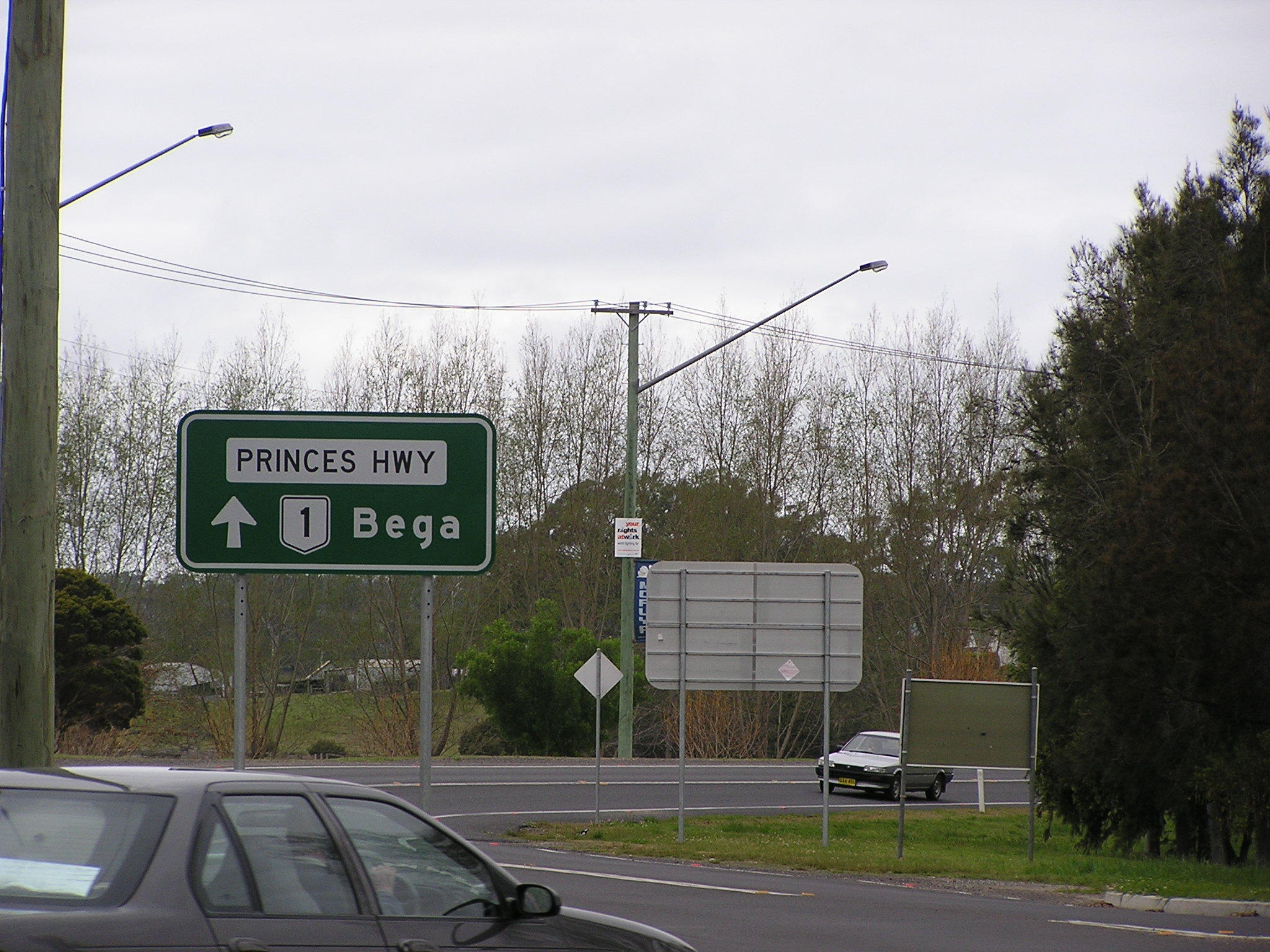
Princes Highway, la cual forma parte de la red de la Carretera 1, en Moruya, Nueva Gales del Sur

Desde Sídney, la carretera va en dirección al sur hasta Melbourne y luego hasta Adelaida por la Princes Highway. Desde allí va hasta Perth, pasando por las Carreteras Port Wakefield, Eyre, Coolgardie-Esperance, South Coast y South Western. Luego toma rumbo hacia Darwin por las Carreteras Brand, North West Coast, Great Northern, Victoria y Stuart
Desde Darwin, la Carretera 1 sigue sobre la Carretera Stuart hasta Daly Waters, y de allí hasta Borroloola por la Carretera Carpentaria. La Carretera Savanah es la carretera que se encuentra en gran parte entre la frontera entre Queensland y el Territorio del Norte y Normanton, Queensland, y no tiene señalización.
Desde allí, continúa por la Carretera del Desarrollo del Golfo hasta Cairns, y hacia el sur por la Carretera Bruce hasta Brisbane y luego de vuelta a Sídney por la Autopista del Pacífico.
En Tasmania, comienza en la Autopista Brooker en Hobart y va hasta Launceston por la Carretera Midway. En Launceston se convierte en la Carretera Bass hasta Burnie. La Carretera 1 termina en Burnie; la Carretera Bass continúa hasta Marrawah en la costa oeste como Carretera A2.
Grandes secciones de la Carretera 1 son compartidas con la Carretera Nacional Australiana, pero las dos son rutas diferentes. Por ejemplo, la Autopista Princes desde Sídney hasta Melbourne es parte de la Carretera 1, pero no es parte de la Carretera Nacional, la cual sigue la Autopista Hume.

## Condiciones
Debido a su enorme e incomparable extensión, las condiciones de los caminos varían sustancialmente; desde autopistas de varios carriles en zonas urbanas y rurales bien pobladas, a carreteras de dos carriles cerrados en áreas remotas como la Llanura de Nullarbor, hasta caminos de una sola vía, como los del norte de Queensland.
Algunos trayectos son muy aislados, como la Carretera Eyre, que cruza la Llanura de Nullarbor, y la Gran Carretera del Norte, que se encuentra a lo largo de la costa noroeste. Casetas aisladas al costado del camino para servir de apoyo a la pequeña cantidad de tráfico son en muchas ocasiones las únicas señales de actividad humana por cientos de kilómetros.
La Carretera 1 ha sido descrita como una "trampa mortal",  en especial las secciones de dos carriles en el norte de Queensland debido a la fatiga sufrida por los conductores. Las grandes distancias entre los destinos y las zonas de descanso limitadas, en especial aquellas apropiadas para camiones, contribuyen al problema.

## Puntos de interés
La Carretera 1 cubre prácticamente todas las partes con población considerable en Australia. Grandes ciudades capitales, centros turísticos, impactantes costas, selvas tropicales, bosques templados de eucaliptos, llanuras, desiertos y enormes pantanos tropicales son algunos de los diversos paisajes que se pueden encontrar a lo largo de la ruta.
Partes de la Carretera 1 son muy populares con los turistas interestatales y extranjeros. Un viaje a lo largo de la Carretera 1 con un desvío a Uluru y de regreso a la ruta prácticamente cubre la mayoría del territorio australiano. El escudo con el número 1 que identifica la ruta se ha convertido en parte del paisaje para muchos viajeros, camioneros y gente del campo.